# Liste der größten Gebirge der Erde

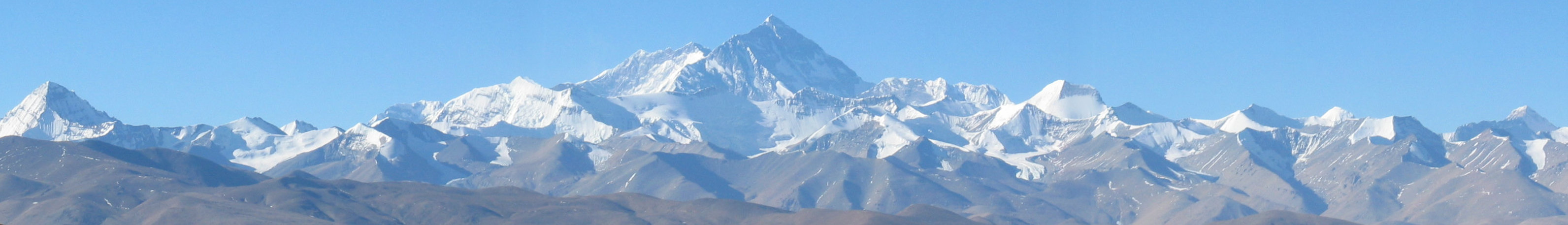
Das „größte“ Gebirge der Erde nach Grundfläche, Volumen und Gipfeln: Hochasien mit dem Mount Everest-Massiv (Blick von Norden) im Himalaya

Die Liste der größten Gebirge der Erde führt Gebirge aller Kontinente der Erde nach zwei verschiedenen Größenkriterien auf. Die Größe eines Gebirges kann als Begriff für die Zahl besonders hoher und prominenter Berge (hier „Mächtigkeit“ genannt) oder für die Ausdehnung beziehungsweise Länge einer Gebirgskette aufgefasst werden.

## Problematik von Rankings für Gebirge
Die Aufstellung von Rangfolgen für Gebirge ist problematisch. Beliebt sind Ranglisten nach Gebirgslängen. Populäre Vergleiche von Gebirgen nutzen zumeist die bekannten Gebirgsnamen in den üblichen Grenzen, ohne geologische oder geomorphologische Realitäten zu berücksichtigen und sind damit gänzlich unwissenschaftlich und willkürlich. Einige Beispiele:
- Die Anden sind eine durchgängige, eindeutig begrenzte Gebirgskette, die durch die Überschiebung einer ozeanischen Erdkrustenplatte unter eine kontinentale Platte (Nazca-Platte und Südamerikanische Platte) entstanden ist. Im Gegensatz dazu ist der Himalaya nur ein künstlich begrenzter Ausschnitt des hochasiatischen Gebirgssystems, das durch die Überschiebung der indischen und eurasischen Platte entstand. Insofern ist ein Vergleich der Kettenlängen von Anden und Himalaya willkürlich und ohne Aussagekraft.
- Die Gebirgsbildung der Appalachen, des Urals oder der Great Dividing Range sind wesentlich älter als etwa der Alpen oder der Rocky Mountains. Es handelt sich dabei um Rumpfgebirge, die auf großen Strecken so stark erodiert sind, dass sie dort kaum noch Gebirge genannt werden können. So entsteht ein falsches Bild, wenn solche Bereiche (ohne Erläuterung) mit ausgemessen werden.
- Ebenso fraglich ist es, ob die Begrenzung einer sogenannten „Sumatra-Java-Kette“ auf die beiden größten Inseln passend ist, da sie Teil des viel größeren Sundabogens sind, der sich über ein dutzend größere und hunderte kleinere Inseln erstreckt und sich untermeerisch fortsetzt. Dies wirft im Umkehrschluss jedoch die Frage auf, ob Inselbögen wie die Kurilen- oder Aleutenkette, bei denen sich nur die Gipfelregionen über der Meeresoberfläche befinden, mit Gebirgsketten an Land verglichen werden sollten.

Sinnvolle Anpassungen wie etwa die Einführung des Begriffes Hindukusch-Karakorum-Himalaya-Kette (HKH-Kette) oder gar Hochasien als geologische Gesamt-Einheit werden in den üblichen Rankings nicht berücksichtigt.
Zudem werden Begriffe wie „Länge“ und „Ausdehnung“ häufig nur unzureichend definiert, beziehungsweise unterschieden, und die Kilometerangaben erscheinen oft grob geschätzt, sodass eine Vielzahl von unbelegten Maßen von Gebirgen kursiert, die jeweils auf anderen Grundlagen beruhen. Nur wenige wissenschaftliche Schriften beschäftigen sich mit dieser Trivialität, die den Laien jedoch leicht irreführt.

## Realistischere Vergleiche

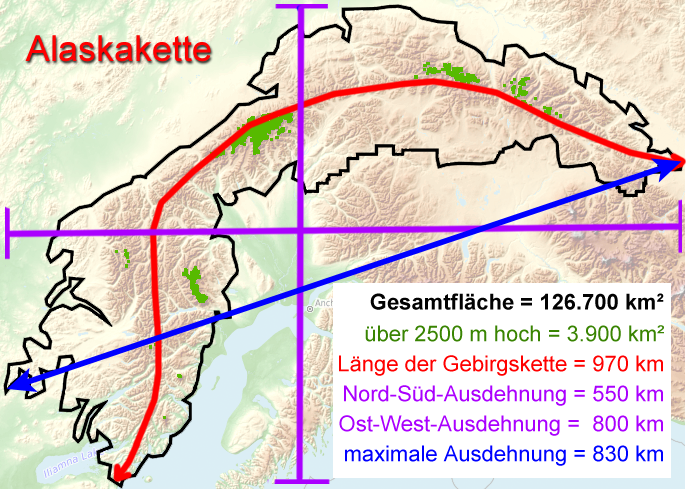
Verschiedene Begriffe von „Größe“ am Beispiel der Alaskakette

Bezieht man Gebirgsvergleiche auf die tatsächlichen Verhältnisse – wie in diesem Artikel –, entstehen meist andere Ergebnisse als bei unterhaltsamen Vergleichen in den Medien. Dennoch ist zu beachten, dass auch diese Zahlen keine absoluten Größen sind: Die Erdoberfläche lässt in den seltensten Fällen eindeutige Begrenzungen zu, da geologische Strukturen als Folge sehr langer, sich immer wieder überlagernder erdgeschichtlicher Prozesse eine große Komplexität aufweisen. Insofern sind auch seriösere Vergleiche auf die Bildung (künstlicher) Cluster angewiesen. Betrachtet man nur die Geomorphologie, ist es etwas einfacher. Die folgenden drei informellen Listen sind beispielhaft.
Korrekte Abmessungen (siehe auch Abbildung):
- Ausdehnung: Die Länge zweier Geraden zwischen dem nördlichsten und südlichsten und dem östlichsten und westlichsten Punkt eines Gebirges (wird die Richtung nicht angegeben, handelt es sich immer um die längste der beiden Geraden)
- maximale Ausdehnung: Die längstmögliche Gerade zwischen zwei entgegengesetzten Punkten an den Grenzen eines Gebirges
- Länge: Beziffert die Distanz zwischen „Anfang“ und (dem entferntesten) „Ende“ einer Gebirgskette entlang des Hauptkammes oder einer gedachten Mittellinie, die der Gebirgsstruktur folgt

## Lokalisierung aller großen Gebirgsregionen der Erde

### Die längsten Gebirge

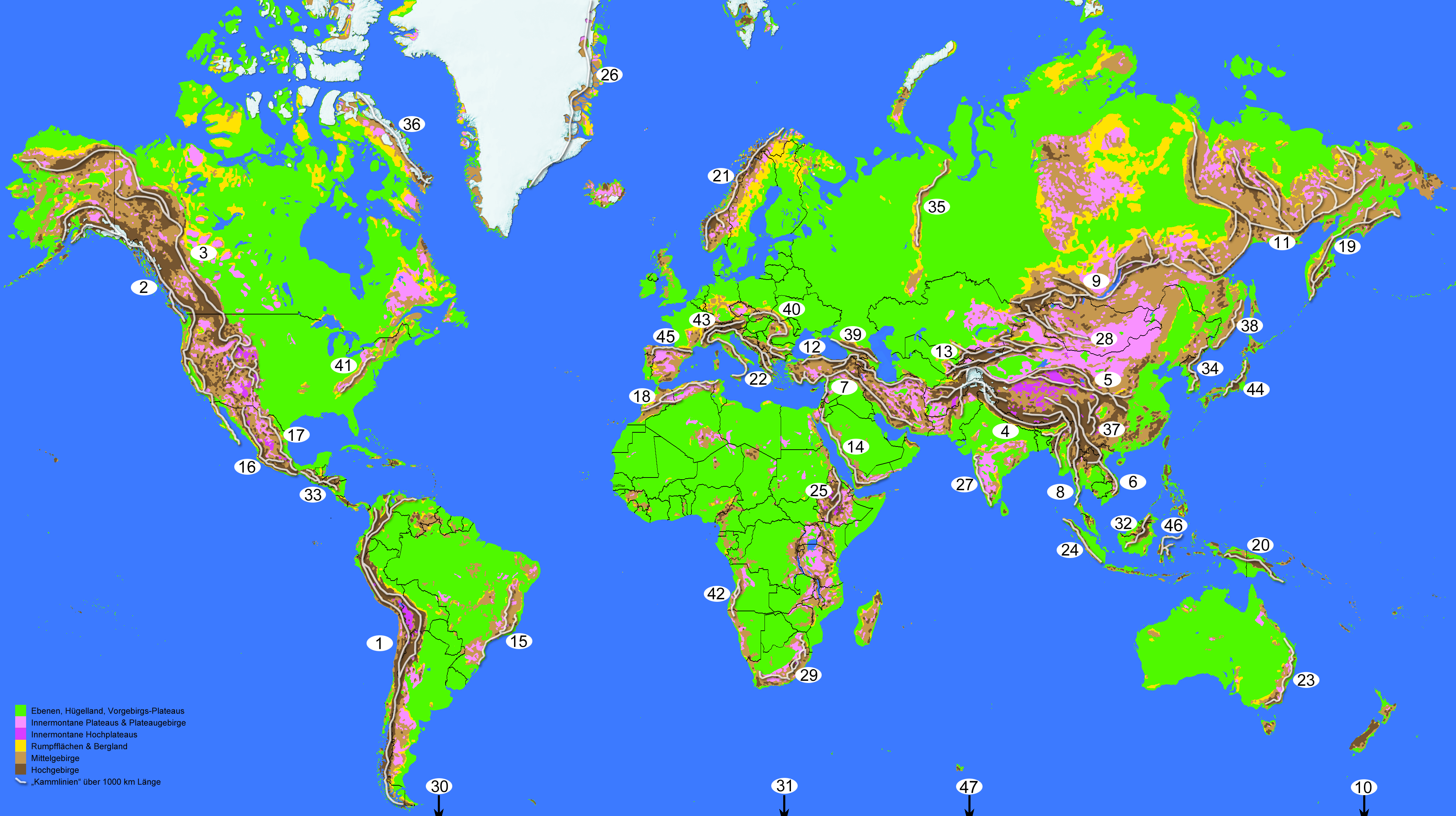
Weltkarte der längsten Gebirgsketten

In der folgenden Liste sind die 47 längsten Bergsysteme der Erde ab einer Länge von rund 1000 Kilometern erfasst (Die Sortierung erfolgt nach der eindeutigeren maximalen Ausdehnung).
Vorgaben:
- Gelistet sind übermeerisch verbundene Gebirgsketten und deutlich ausgeprägte Plateauränder mit weitgehend gemeinsamer Entstehungsgeschichte (Orogene, sowie Randbereiche alter Schilde und Magmaprovinzen mit hoher Reliefenergie),[3][4] die in den Grenzen der Online-Karte Mountain Ranges des Global Mountain Biodiversity Assessment der Universität Bern (Schweiz) ohne Unterbrechung direkt aufeinander folgen[5] (Ausnahme: Fjorde, Seen, Flüsse, Grabenbrüche sowie Meerengen außerhalb von Inselbögen)
- Die (idealisierten) Kammlinien entstehen in der Regel durch die Verbindung der „schroffesten“ Gipfelregionen (Ruggedness)
- Bei großflächigen, stark gegliederten Gebirgssystemen werden nur die Randketten betrachtet
- Bei Verzweigungen der Hauptrichtung zählt immer der längste Zweig

In der abgebildeten Karte sind diese Bergketten als helle schattierte Linien dargestellt und über die ovalen Nummernfelder mit der Rangstelle lokalisierbar.
| Rang | Max. Ausd. (km) | Länge (km) | Gebirgszüge mit Teilgebirgen (Nennungen: N–S/W–O) | Lage (Bemerkungen)                                                       | Geologie (Kraton)                 | Geographie (Gebirgstyp)                                 |
| ---- | --------------- | ---------- | --- | ------------------------------------------------------------------------ | --------------------------------- | ------------------------------------------------------- |
| 1    | 7400            | ca. 9600   | Kordilleren Südamerikas (Cordillera de la Costa – Cordillera de Mérida – Anden) | westl. Südamerika                                                        | Orogen (Ostabdachung)             | Hochgebirge und Vulkane                                 |
| 2    | 5500            | ca. 6700   | Pazifische Küstengebirge in Nordamerika (Alaskakette – Wrangell Mountains – Eliaskette – Coast Mountains – Kaskadenkette – Kalifornisches Küstengebirge – Sierra Nevada – Transverse Ranges – Peninsular Ranges) | westl. Nordamerika (Küste)                                               | Orogen                            | Hochgebirge und Vulkane                                 |
| 3    | 5100            | ca. 6400   | Innere Kordilleren Nordamerikas (Brookskette – Richardson Mountains – Mackenzie Mountains – Rocky Mountains – Sangre de Cristo Range)                                                                            | westl. Nordamerika (Inland)                                              | Orogen                            | Hochgebirge, regional Vulkane                           |
| 4    | 3760            | ca. 5600   | Hindukusch-Karakorum-Himalaya-Kette (erweitert) (Afghanisches Bergland – Koh-e Baba – Hindukusch – Karakorum – Himalaya – Patkai – Arakan-Joma-Gebirge)                                                          | Nördl. Indischer Subkontinent                                            | Orogen                            | Hochgebirge (im Hindukusch einzelne Vulkane)            |
| 5    | 3760            | ca. 4900   | Altun-Qilian-Kunlun-Kette (erweitert) (Babatag – Hissargebirge – Pamir – Kunlun – Altun – Qilian – Min Shan – Qin Ling – Wudang Shan – Daba Shan)                                                                | Tadschikistan, West- u. Zentral-China                                    | Orogen, teilw. Schildrand         | Hochgebirge                                             |
| 6    | 2990            | ca. 3300   | Bergketten von Tibet bis Vietnam (Tanggula-Gebirge – Nu Shan – Gaoligong Shan – Shan Hills – Dawna-Gebirge – Tenasserim-Gebirge)                                                                                 | Südwest-China, Vietnam, (Laos)                                           | Orogen                            | Hochgebirge, regional Mittelgebirge und Vulkane         |
| 7    | 2950            | ca. 3500   | Nördliche Randgebirge der arabischen Platte (Taurusgebirge – Zāgros-Gebirge) | Süd-Türkei, Nord-Irak, West-Iran                                         | Orogen                            | Hochgebirge, regional Vulkane                           |
| 8    | 2920            | ca. 3400   | Bergketten von Tibet bis Thailand (Bayan-Har-Gebirge – Chola Shan – Mangkang Shan/Shaluli Shan – zentraler Hengduan Shan – Ailao Shan – vietnamesisches Yunnan-Plateau – Truong Son)                             | Südwest-China, Myanmar, Thailand                                         | Orogen                            | Hochgebirge, regional Mittelgebirge, vereinzelt Vulkane |
| 9    | 2900            | ca. 3300   | Südsibirische Gebirge (Russischer Altai – Sajangebirge – Chamar-Daban – Ulan-Burgassy-Gebirge – Stanowoigebirge)                                                                                                 | Süd-Sibirien                                                             | Orogen, teilw. Schildrand         | Hochgebirge, regional Mittelgebirge, vereinzelt Vulkane |
| 10   | ca. 2800        | ca. 3100   | Transantarktisches Gebirge | Ost-Antarktika (Richtung Pazifik) (Unter dem Inlandeis unklarer Verlauf) | Orogen                            | Hochgebirge, regional Vulkane                           |
| 11   | 2750            | ca. 3800   | Großer Gebirgsbogen des ostsibirischen Berglandes (Werchojansker Gebirge – Suntar-Chajata-Gebirge – Tscherskigebirge – Kolymagebirge – Anjuigebirge)                                                             | Nordost-Sibirien                                                         | Orogen, teilw. Schildrand         | Hochgebirge, regional Mittelgebirge                     |
| 12   | 2700            | ca. 3400   | Pontisch-persische Bergketten (Köroğlu Dağları – Pontisches Gebirge – Kleiner Kaukasus – Elburs-Gebirge – Kopet-Dag)                                                                                             | nördl. Vorderasien                                                       | Orogen                            | Hochgebirge, regional Vulkane                           |
| 13   | 2540            | ca. 2700   | Tian Shan | Nördl. Hochasien                                                         | Orogen                            | Hochgebirge, vereinzelt Vulkane                         |
| 14   | 2430            | ca. 3200   | Südliche Randgebirge der arabischen Platte (Ostjordanisches Bergland – Hedschas – Asir-Gebirge-Jemenitische Gebirge)                                                                                             | Westl. Arabische Halbinsel                                               | Schildrand                        | Plateaus, regional Vulkane und Hochgebirge              |
| 15   | 2250            | ca. 2600   | Hohes Brasilianisches Bergland (Serra do Espinhaço – Serra da Mantiqueira – Serra do Mar) | Südost-Brasilien                                                         | Schildrand, im Süden Magmaprovinz | Hoch- und Mittelgebirge                                 |
| 16   | 2170            | ca. 2600   | Pazifische Küstengebirge Mexikos (Sierra Madre Occidental – westl.Sierra Volcánica Transversal – westl. Sierra Madre del Sur)                                                                                    | Mexiko                                                                   | Orogen                            | Hochgebirge, regional Vulkane                           |
| 17   | 1930            | ca. 2200   | Innere Kordilleren Mexikos (Sierra Madre Oriental – östl. Sierra Volcánica Transversal – östl. Sierra Madre del Sur)                                                                                             | Mexiko                                                                   | Orogen                            | Hochgebirge und Plateaus, regional Vulkane              |
| 18   | 1890            | ca. 2000   | Atlas | Nordwest-Afrika                                                          | Orogen                            | Hochgebirge und Plateaus                                |
| 19   | 1880            | ca. 2100   | Küstengebirge der Region Kamtschatka (Korjakengebirge – Sredinny-Höhenrücken) | Region Kamtschatka                                                       | Orogen                            | Hochgebirge, regional Vulkane und Mittelgebirge         |
| 20   | 1880            | ca. 2100   | Zentral-Neuguinea-Kette (Maokegebirge – Hindenburg Range – Hagengebirge – Bismarckgebirge – Kraetkegebirge – Owen-Stanley-Gebirge)                                                                               | Neuguinea                                                                | Orogen                            | Hochgebirge, regional Vulkane                           |
| 21   | 1700            | ca. 1800   | Skandinavisches Gebirge | Westl. u. nördl. Skandinavien                                            | Orogen, Südende Schildrand        | Hoch- und Mittelgebirge                                 |
| 22   | 1670            | ca. 3600   | Randgebirge der adriatischen Platte (Apennin – südl. Alpen – Dinariden) | östl. Südeuropa                                                          | Orogen                            | Hochgebirge, regional Vulkane und Mittelgebirge         |
| 23   | 1670            | ca. 2200   | Südliche Great Dividing Range | Ost u. Südost-Australien                                                 | Orogen                            | Plateaus, Mittel- und Hochgebirge                       |
| 24   | 1670            | ca. 1800   | Barisangebirge | Sumatra                                                                  | Orogen                            | Vulkankette                                             |
| 25   | 1530            | ca. 1700   | Hochlandkante am Abessinischen Graben | Äthiopien                                                                | Schildrand, Magmaprovinz          | Vulkankette und Plateaus                                |
| 26   | ca. 1500        | ca. 1700   | Küstengebirge Nordost-Grönlands (Ostgrönländische Kaledoniden – Stauning Alper – Watkins-Gebirge) | Ost-Grönland (Unter dem Inlandeis unklarer Verlauf)                      | Orogen, Magmaprovinz              | Hochgebirge, vereinzelt Vulkane                         |
| 27   | 1500            | ca. 1800   | Westghats | West-Indien                                                              | Schildrand                        | Plateaus und Hochgebirge                                |
| 28   | 1480            | ca. 1600   | Mongolischer Altai | (Ost-Kasachstan), Südwest-Mongolei                                       | Orogen                            | Hochgebirge, regional Mittelgebirge                     |
| 29   | 1460            | ca. 2200   | Große Randstufe Südafrika (mit Drakensbergen) | Süd- u. Ost-Südafrika                                                    | Schildrand                        | Mittelgebirge, Plateaus und regional Hochgebirge        |
| 30   | ca. 1400        | ca. 1700   | Antarctandes | Antarktische Halbinsel (Unter dem Inlandeis unklarer Verlauf)            | Orogen                            | Hochgebirge, regional Vulkane                           |
| 31   | ca. 1300        | ca. 1500   | Königin-Maud-Land Küstengebirge (Maudheimvidda – Fimbulheimen – Sør Rondane) | Ost-Antarktika (Richtung Afrika) (Unter dem Inlandeis unklarer Verlauf)  | Orogen                            | Hochgebirge                                             |
| 32   | 1200            | ca. 1400   | Zentral-Borneo-Kette (Irangebirge – Ober-Kapuas-Gebirge – Schwanergebirge – Müllergebirge) | Borneo                                                                   | Orogen                            | Hochgebirge, vereinzelt Mittelgebirge                   |
| 33   | 1140            | ca. 1200   | Sierra Madre de Chiapas | Nord-Mittelamerika (Nur pazifische Ketten)                               | Orogen                            | Vulkankette                                             |
| 34   | 1130            | ca. 1400   | Koreanisches Küstengebirge (Hamgyŏng-Gebirge – Nangnim-Gebirge – Rangrim-Gebirge – Taebaek-Gebirge – Sobaek-Gebirge – Jirisan)                                                                                   | Koreanische Halbinsel                                                    | Orogen                            | Hochgebirge, regional Mittelgebirge, vereinzelt Vulkane |
| 35   | 1120            | ca. 1200   | Nördlicher Ural | West-Russland (Grenze Europa/Asien)                                      | Orogen                            | Mittelgebirge, regional Hochgebirge                     |
| 36   | 1120            | ca. 1200   | Arktische Kordillere der Baffininsel | Nordost-Kanada                                                           | Schildrand                        | Hochgebirge                                             |
| 37   | 1110            | ca. 1300   | Östlicher Hengduan Shan | Süd-Zentral-China                                                        | Orogen                            | Hochgebirge                                             |
| 38   | 1090            | ca. 1200   | Sichote-Alin | Ferner Osten Russlands                                                   | Orogen                            | Mittelgebirge, vereinzelt Hochgebirge und Vulkane       |
| 39   | 1090            | ca. 1100   | Kaukasus | Aserbaidschan, Georgien, Südwest-Russland (Grenze Europa/Asien (unklar)) | Orogen                            | Hochgebirge, regional Vulkane                           |
| 40   | 1080            | ca. 2000   | Karpaten-Balkanbogen (Karpaten – Balkangebirge) | südöstl. Mitteleuropa                                                    | Orogen                            | Mittel- und Hochgebirge                                 |
| 41   | 1080            | ca. 1200   | Südliche Appalachen (Allegheny Mountains – Cumberland Mountains – Blue Ridge Mountains) | Ost-USA                                                                  | Orogen                            | Mittelgebirge, regional Hochgebirge                     |
| 42   | 1050            | ca. 1300   | Atlantisches Küstengebirge des südlichen Afrikas (Hochland von Bié – Serra de Chela – Kaokoveld-Berge) | West-Angola u. Namibia                                                   | Schildrand                        | Mittel- und Hochgebirge                                 |
| 43   | 990             | ca. 1100   | Nördliche Alpen | südl. Mitteleuropa                                                       | Orogen                            | Hochgebirge                                             |
| 44   | 950             | ca. 1100   | Nordostjapanischer Inselbogen / Honshū (Ōu-Gebirge – Japanische Alpen – Ryōhaku-Gebirge – Kii-Berge) | Honshū, Japan                                                            | Orogen                            | Vulkane und Hochgebirge                                 |
| 45   | 950             | ca. 1000   | Nordspanische Kordilleren (Kantabrisches Gebirge – Pyrenäen) | Nord-Spanien, Südwest-Frankreich                                         | Orogen                            | Hochgebirge, regional Mittelgebirge                     |
| 46   | 900             | ca. 1400   | Gebirgssystem Sulawesis | Sulawesi                                                                 | Orogen                            | Hochgebirge                                             |
| 47   | 740             | ca. 1000   | Gamburzew-Gebirge | Zentral-Ost-Antarktika (Unter dem Inlandeis unklarer Verlauf)            | Schildrand                        | Hochgebirge                                             |

Zurück zur Karte

### Die mächtigsten Massenerhebungen

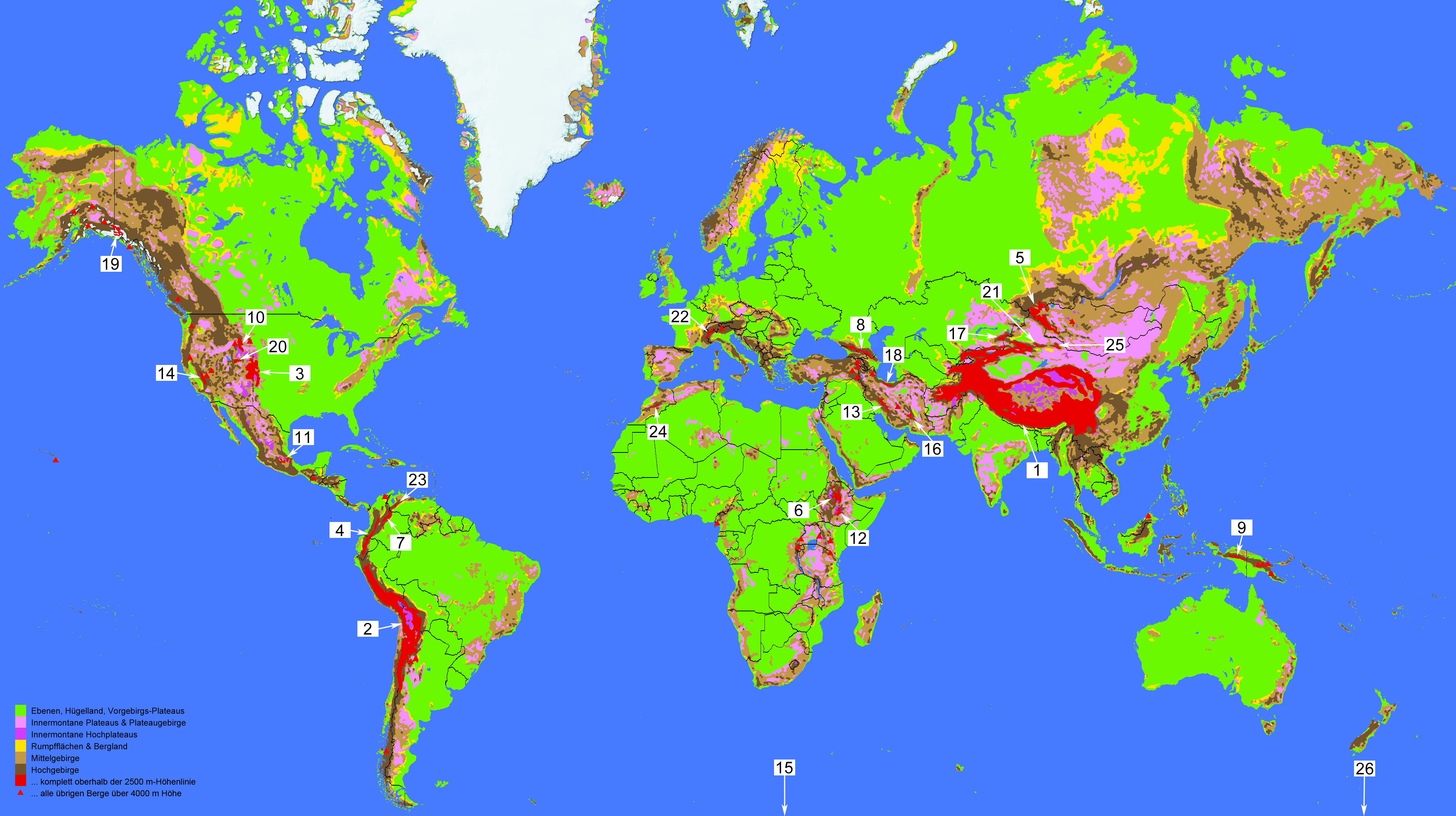
Weltkarte der mächtigsten Gebirgsregionen

Die absoluten Höhen (und die Anzahl) der Gipfel einer zusammenhängenden Massenerhebung sowie die gesamte Ausdehnung des hochalpinen Bereiches wird hier als „Mächtigkeit“ bezeichnet. Auch dafür lässt sich eine gute Vergleichbarkeit durch Clusterung erreichen. Die Bezugsgrößen der folgenden Liste lauten:
- Anzahl der Vier-, Fünf-, Sechs-, Sieben- und Achttausender (Hauptgipfel) einer Gebirgsgruppe[11]
- Durchschnittliche Höhe der „Top Ten“ der Gruppe
- Größe der umgebenden – weitestgehend zusammenhängenden – Hochgebirgsfläche,
  - die über der 2500-m-Höhenlinie[12] liegt
  - und bei der ein relativer Höhenunterschied von mindestens 900 m in einem Nachbarschaftsradius von 6 km vorhanden ist,[7] sodass Hochebenen ausgeschlossen werden

Gelistet sind alle 26 Massenerhebungen, die diese Bedingungen erfüllen. In der abgebildeten Karte sind sie rot dargestellt: Über 5000 km² große Flächen als Polygone in den realen Grenzen und kleinere Flächen als Dreiecke. Die großen Regionen sind über die rechteckigen Felder mit der Rangstelle lokalisierbar.
| Rang* | Name                                              | Lage                                                                | Fläche (~km²) | Gipfel **                                      | Top Ten-Ø m** | Höchster Berg     | Höhe m |
| ----- | ------------------------------------------------- | ------------------------------------------------------------------- | ------------- | ---------------------------------------------- | ------------- | ----------------- | ------ |
| 1     | Hochasien                                         | Östliches Zentralasien, Nordrand Südasiens, West-China              | 2.360.000     | 14 Achttausender und über 256 Siebentausender  | 8378          | Mount Everest     | 8849   |
| 2     | Anden, Zentraler Teil                             | Nord-Peru bis Mittel-Chile                                          | 970.000       | 41 Sechstausender und über 40 Fünftausender    | 6767          | Aconcagua         | 6961   |
| 3     | Rocky Mountains, Südteil                          | Süd-Wyoming, Colorado, Nord-New Mexico                              | 100.000       | Hunderte Viertausender                         | 4372          | Mount Elbert      | 4401   |
| 4     | Cordillera Central bis Anden Ecuadors             | West-Kolumbien, West-Ecuador                                        | 66.000        | Ein Sechstausender, zwölf Fünftausender        | 5553          | Chimborazo        | 6263   |
| 5     | Altai, Großer und Ektag                           | Süd-Zentral-Sibirien, West-Mongolei, Nordwest-China, Ost-Kasachstan | 63.500        | Dutzende Viertausender                         | 4210          | Belucha           | 4506   |
| 6     | Hochland von Abessinien, Nord und Zentral         | Nord u. Zentral-Äthiopien                                           | 40.800        | Elf Viertausender                              | 4392          | Ras Daschän       | 4533   |
| 7     | Cordillera Oriental                               | Zentral-Nord-Kolumbien                                              | 32.400        | Fünf Fünftausender                             | 4748          | Ritacuba Blanco   | 5330   |
| 8     | Kaukasus                                          | zwischen Schwarzem- und Kaspischem Meer                             | 17.700        | Acht Fünftausender, über hundert Viertausender | 5139          | Elbrus            | 5642   |
| 9     | Maokegebirge                                      | Indonesisch-Neuguinea                                               | 16.900        | Über zehn Viertausender                        | 4685          | Puncak Jaya       | 4883   |
| 10    | Absaroka Range Süd bis Wind River Range Nord      | West-Wyoming                                                        | 19.000        | Elf Viertausender                              | 4150          | Gannett Peak      | 4207   |
| 11    | Sierra Nevada Volcánica                           | Süd-Zentral-Mexiko                                                  | 15.900        | Vier Fünftausender, 16 Viertausender           | 4854          | Citlaltépetl      | 5636   |
| 12    | Hochland von Abessinien, Süd                      | Zentral-Äthiopien                                                   | 16.900        | Zwei Viertausender                             | 3553          | Tullu Dimtu       | 4377   |
| 13    | Zāgros-Gebirge, Zentral                           | West-Iran                                                           | 14.400        | Drei Viertausender                             | 3952          | Dena              | 4409   |
| 14    | Sierra Nevada, Südteil                            | Ost-Zentral-Kalifornien                                             | 12.000        | Über 90 Viertausender                          | 4317          | Mount Whitney     | 4421   |
| 15    | Königin-Maud-Gebirge                              | Zentrales Transantarktisches Gebirge                                | ca. 10.000    | Etliche Viertausender                          | 4039          | Mount Kaplan      | 4230   |
| 16    | Kuhrud, Süd                                       | Süd-Zentral-Iran                                                    | 9.700         | Drei Viertausender                             | 4081          | Hezar             | 4500   |
| 17    | Tarbagataigebirge und Dsungarischer Alatau        | Ost-Kasachstan, West-China                                          | 10.200        | Vier Viertausender                             | 3851          | Alagordy          | 4622   |
| 18    | Elburs-Gebirge                                    | Zentral-Nord-Iran                                                   | 8.100         | Ein Fünftausender, über 30 Viertausender       | 4687          | Damāvand          | 5609   |
| 19    | Eliaskette, Nordteil                              | Südost-Alaska / Südwest-Yukon                                       | 6.700         | Sechs Fünftausender                            | 5056          | Mount Logan       | 5959   |
| 20    | Uinta Mountains                                   | Utah                                                                | 7.600         | Zehn Viertausender                             | 4071          | Kings Peak        | 4123   |
| 21    | Bogda Shan                                        | West-China                                                          | 5.900         | Ein Fünftausender, über zehn Viertausender     | 4437          | Bogda Feng        | 5445   |
| 22    | Alpen, Westhälfte                                 | Südost-Frankreich, Schweiz, Nordwest-Italien                        | 5.800         | 81 Viertausender                               | 4290          | Mont Blanc        | 4810   |
| 23    | Cordillera de Mérida                              | Nordwest-Venezuela                                                  | 5.100         | Über zehn Viertausender                        | 4715          | Pico Bolívar      | 4978   |
| 24    | Hoher Atlas                                       | Zentral-Marokko                                                     | 5.600         | Sechs Viertausender                            | 4029          | Toubkal           | 4167   |
| 25    | Dahei Shan und Karlik Shan                        | West-China                                                          | 5.200         | Unter zehn Viertausender                       | 4217          | Tomort            | 4886   |
| 26    | Königin-Alexandra-Kette bis Queen Elizabeth Range | Zentrales Transantarktisches Gebirge                                | ca. 5.000     | Etliche Viertausender                          | 4246          | Mount Kirkpatrick | 4528   |

Zurück zur Karte